# Aurora Brunet Farnós
Aurora Brunet Farnós (Girona, 1933 - Girona, 14 de gener de 2025), coneguda com l’Aurora de l’Arc, va ser una destacada figura del Barri Vell de Girona, coneguda per la seva implicació en la gestió del Cafè de l’Arc, situat a la plaça de la Catedral. El local, obert el 1957 pel seu marit, Lluís Bonaventura i Canada, es va convertir en un punt de trobada cultural i social durant diverses dècades. Brunet, professora de gimnàstica, es va casar amb Bonaventura el 1959 i, junts, van gestionar el negoci, ella al matí i ell a la tarda. El cafè va acollir des de funcionaris i turistes fins a intel·lectuals i artistes, i va ser conegut com un espai de debat en una Girona marcada per la dictadura i la transició democràtica. Després de la reforma del local l’any 2002, la gestió va passar als seus fills, mentre Aurora es retirava progressivament. La seva mort als 91 anys deixa un llegat vinculat a la vida cultural de la ciutat.
El bar L’Arc, epicentre de la vida cultural i política de la Girona del segle xx, va ser protagonista del documental Històries de l’Arc (2006), dirigit per Gerard Bagué. La pel·lícula recull, entre d'altres, el testimoni de l’Aurora Brunet, qui explica com aquest espai es va convertir en un lloc mític, descrit com "una cova de rojos" i punt de trobada per a joves, intel·lectuals i catalanistes que cercaven llibertat enmig de la grisor de l’època.